# 约翰·尼克斯
约翰·尼克斯（英語：John Nicks，1929年4月22日—），英国男子花样滑冰运动员。他曾代表英国参加世界花样滑冰锦标赛，获得一枚金牌、一枚银牌和二枚铜牌。

## 家庭
妹妹珍妮弗·尼克斯。